# Сахновецька сільська громада (Старокостянтинівський район)
Сахновецька сільська об'єднана територіальна громада — колишня об'єднана територіальна громада в Україні, у Старокостянтинівському районі Хмельницької області. Адміністративний центр — село Сахнівці.
Утворена 17 вересня 2019 року шляхом об'єднання Іршиківської та Сахновецької сільських рад Старокостянтинівського району.
29 квітня 2020 року Кабінет Міністрів України затвердив перспективний план формування територій громад Хмельницької області, в якому Сахновецька ОТГ відсутня, а Іршиківська та Сахновецька сільські ради включені до Старокостянтинівської ОТГ..
12 червня 2020 року громада ліквідована, а Іршиківська та Сахновецька сільські ради включені до Старокостянтинівської ОТГ.

## Населені пункти
До складу громади входять 8 сіл: Іршики, Киселі, Красносілка, Малишівка, Немирівка, Сахнівці, Хижники та Яремичі.